# Evangelische Kirche (Rommershausen)

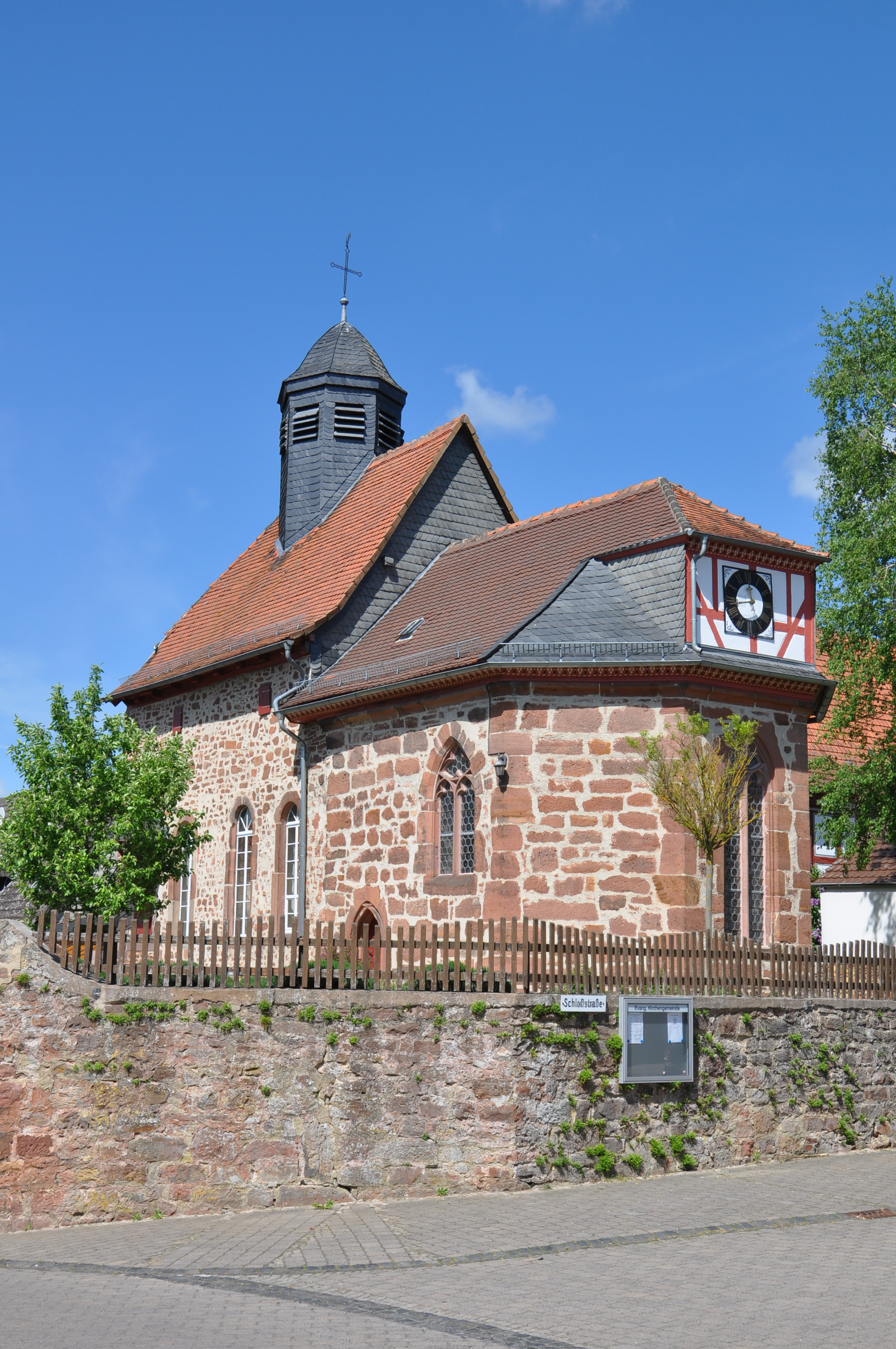
Evangelische Kirche in Rommershausen (2015)

Die evangelische Kirche Rommershausen ist ein denkmalgeschütztes Kirchengebäude, das in Rommershausen steht, einem Ortsteil der Stadt Schwalmstadt im Schwalm-Eder-Kreis (Hessen). Die Kirche gehört zur Kirchengemeinde in Schwalmstadt, die nach Franz von Roques benannt ist. Sie befindet sich im Kirchenkreis Schwalm-Eder der Evangelischen Kirche von Kurhessen-Waldeck.

## Geschichte und Beschreibung

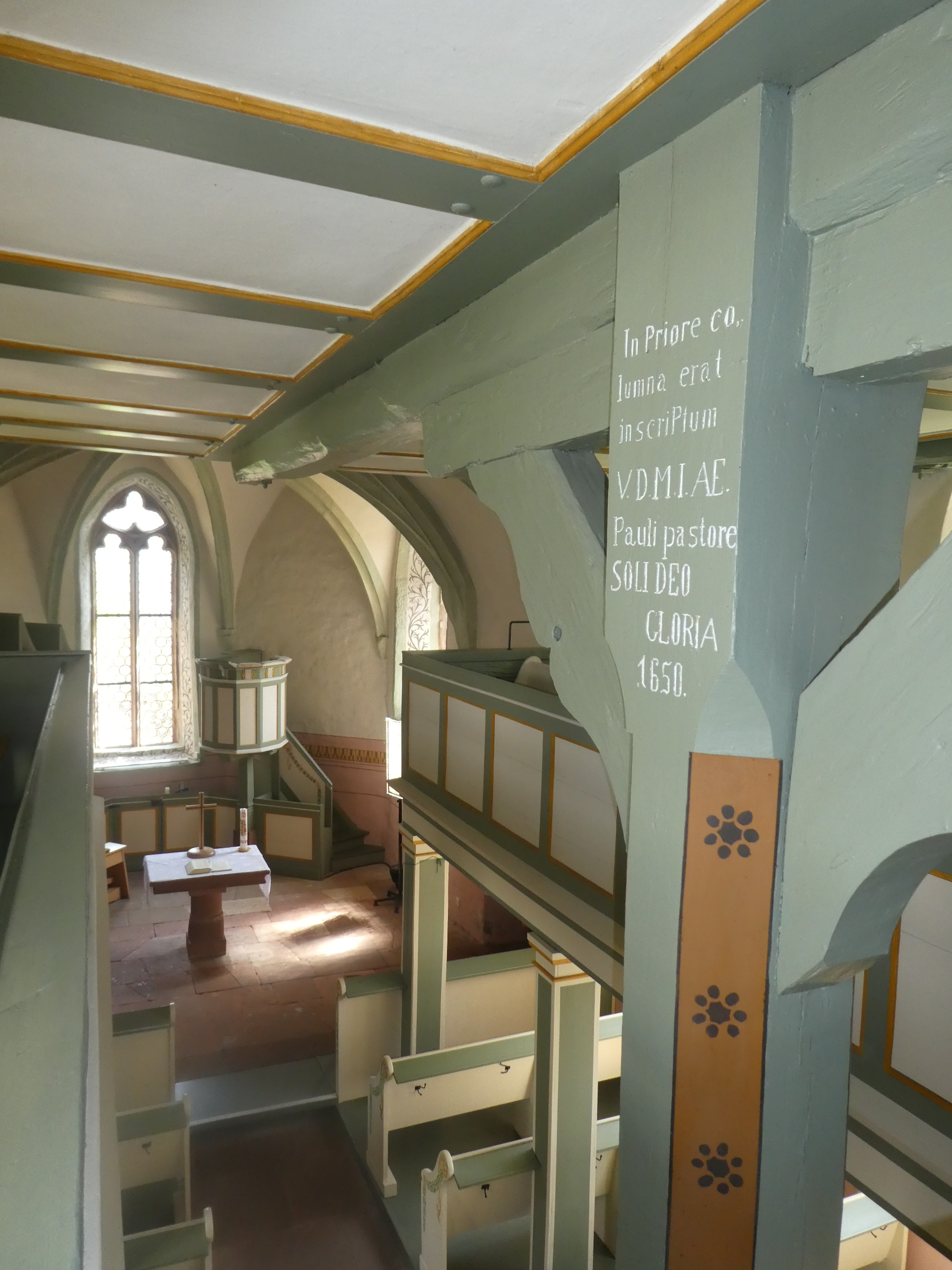
Kircheninneres, Blick von der Westempore nach Osten in den Chorraum

Die Kirche hat ein Nikolaus-Patrozinium und liegt im Zentrum des Ortes in einem ummauerten Kirchhof.
1420 wurde eine romanische Kirche erstmals urkundlich erwähnt. Gleichwohl soll das Mauerwek des Kirchschiffs im Kern noch aus romanischer Zeit stammen. Ab 1526 wurde mit der Landgrafschaft Hessen auch in Rommershausen die Reformation eingeführt. Seit 1527 ist das Nachbardorf Dittershausen eingepfarrt, das selbst keine Kirche hat. 
Im Dreißigjährigen Krieg wurde die Kirche zerstört; nur der spätgotische Chor im Osten aus einem Joch mit 5/8-Schluss und Maßwerkfenstern blieb erhalten. Nach Ende des Krieges wurde das Kirchenschiff bis 1650 mit Unterstützung des hessischen Hofmarschalls Jakob von Hoff neu errichtet; er ließ sich dann später 1671 im Chorraum beisetzen.
Die Rundbogenfenster am Kirchenschiff wurden erst im 19. Jahrhundert eingesetzt. Das Obergeschoss des Kirchenschiffs diente als Fruchtspeicher. Auf dem Satteldach erhebt sich ein verschieferter Dachreiter für zwei Kirchenglocken. Markant ist der Fachwerkaufsatz mit Uhr über dem Chorhaupt.
Im Innern ist das schmale Kirchenschiff der Saalkirche mit dreiseitig umlaufenden Emporen ist von einer Holzbalkendecke überspannt, deren Unterzug eine mächtige Mittelstütze mit Bauinschriften (1650, 1886) trägt. Den Chorraum ziert ein Rippengewölbe mit Schlusssteinen. 
2005–2007 fand die letzte große Instandsetzung der Kirche statt, sie war mit Kosten in Höhe von 200.000 € veranschlagt und wurde mit 30.000 € aus der Stiftung Kirchenerhaltungsfonds der Landeskirche unterstützt. Teile der Arbeiten waren u. a. eine Sanierung des Dachwerks, eine Erneuerung der Eindeckung des Dachreiters, eine floralen Neuausmalung des Innern sowie eine barrierefreie Zuwegung des Kirchhofs.